# 本牧神社
本牧神社（ほんもくじんじゃ）は、神奈川県横浜市中区に所在する神社である。同区本牧地域の総鎮守。
旧称、本牧十二天社。旧社格は村社。例祭の翌日に行われる神事であるお馬流しは神奈川県指定民俗文化財に指定されている。

## 由緒・歴史
創設時期については諸説がある。
本牧神社由緒書によると、建久2年（1192年）、鎌倉幕府を開設した源頼朝が、鎌倉から鬼門の方角である北東にあたる本牧の地の鎮護のために朱塗厨子を奉納したことが始まりであるとしている。
江戸時代に本牧神社の別当寺であった多聞院の由緒書によれば、弘長3年（1263年）元旦に本牧の海岸に漂着した大日霊女命の像を祭ったことが始まりであるとしている。
『新編武蔵風土記稿』では、永禄2年（1559年）1月8日に、本牧村の漁師松本次郎左衛門が漁をしていた際、網にかかった十二天の像を本牧に隣接する北方の若宮八幡宮に奉納し、後に本牧の総鎮守にしたとされている。
鎌倉時代には将軍惟康親王、室町時代には関東管領から寄進を受ける。天正19年（1591年）には、本牧十二天に12石の寄進を受ける朱印状を徳川家康から与えられた。江戸時代には神仏習合によって多聞院の別当に入ることになるが、明治元年（1868年）の神仏分離令によって、多聞院から再び分かれて独立した。
本牧神社は、元々は東京湾につきだした高さ30メートルほどの本牧十二天の丘（現・本牧十二天緑地）の麓に所在していた。太平洋戦争の際、本牧十二天の丘も空襲に遭い、社殿、境内を焼失する。氏子によって仮社殿が造営されるが、戦後アメリカ軍は横浜に進駐し、昭和21年（1946年）から本牧十二天を含む本牧地区はアメリカ軍の住宅地区として接収された。昭和29年（1954年）には、氏子が結成した本牧神社復興奉讃会による寄付が行われ、本牧町へと仮遷座した。昭和57年（1982年）、アメリカ軍から本牧地区が返還され、横浜市による区画整理事業が始まる。平成5年（1993年）、所在地を本牧和田へと移し、社殿が完成した。

## 祭神
神仏習合時代には、日天、月天、火天、水天、風天、地天、梵天、毘沙門天、大日財天、閻魔天、帝釈天、羅刹天の仏説十二天を祀っていた。
明治元年には神仏分離令によって多聞院と分かれ、明治5年（1872年）から大日霊女命を祀っている。明治42年（1909年）、本牧台にあった八王子神社（祭神：大山津見命）、宮原の八坂神社（祭神：建速須佐之男命）、間門の浅間神社（祭神：木花咲耶姫）を、大正7年（1918年）には本牧台の日枝神社を併せている。明治42年（1909年）には近隣の牛込の鎮守であった八王子大神を合祀、また八幡大神も合祀している。境内末社として、宇氣の稲荷社、熊野速玉社、本牧水天宮、本牧天神社を祀っている。

## お馬流し神事
本牧神社例祭であるお馬流しは、茅を編み込んで作ったお馬と呼ばれる馬頭亀体の人形に厄災をのせて、根岸湾に流す
神事である。永禄9年（1566年）から行われていると伝えられている。お馬は旧本牧六ヵ村と呼ばれる間門、牛込、原、宮原、箕輪、台にひとつずつ、計6体が「やぶ」という屋号をもつ氏子によって製作され、例祭初日のお馬迎え式と呼ばれる儀式とともに神社に奉納される。翌日、お馬送り式の儀式と共に奉戴車に乗せられたお馬は、本牧漁港から祭礼船に載せ替えられ、根岸湾の沖合で流される。お馬を流した祭礼船は、各船が競い合って港へと戻る。
お馬流しは「ハマの奇祭」と呼ばれることもあるが、國學院大學伝統文化リサーチセンターによる調査は、その起源は鎌倉時代に本牧にある和田山が軍馬の放牧地であった地域的特性に関わっている、と指摘している。
最盛期には本牧六ヵ村にそれぞれ祭礼船があり、盛大に催されていたが、根岸湾の埋め立てにともない和船が減少し、昭和38年（1963年）からエンジンつきの漁船が用いられるようになっていた。平成25年（2013年）には神社に保管されていた2艘の和船が補修されて使用されるようになった。
- 頭上奉戴で運ばれるお馬
- 本牧漁港と祭礼船
- 根岸湾で流されるお馬
- 本牧十二天緑地（かつての鎮座地）

## 関連文献
- 斎藤長秋 編「巻之二 天璇之部 本牧十二天宮」『江戸名所図会』 一、有朋堂書店、1927年、559,564-565頁。NDLJP:1174130/285。
- 「本郷村 十二天社」『新編武蔵風土記稿』 巻ノ77久良岐郡ノ5、内務省地理局、1884年6月。NDLJP:763986/24。